# Ludvika Karolina Radziwiłłova
Ludvika Karolina Radziwiłłova (27. února 1667, Königsberg – 25. března 1695, Brzeg) byla princezna z Litevského velkoknížectví v Polsko-litevské unii a aktivní reformátorka.

## Život
Ludvika Karolina se narodila v Königsbergu v Pruském vévodství. Byla z rodu Radziwiłłovů, v otcovské linii poslední členka nejprominentnější kalvínské rodiny v Litvě a potomek Gediminovců a Jagellonců. Po svém otci, knížeti Bogusławu Radziwiłłovi, zdědila Dubingiai, Sluck a mnoho dalších zemí. Její matka byla dědička a do rodiny přinesla bohatství zahrnující vévodství Kėdainiai a Biržai. Smrt Ludviky Karoliny v roce 1695 znamenala konec její Biržai-Dubingiai-Radziwiłłovské rodiny. Byla poslední Radziwiłłovnou, která vlastnila zámky Biržai a Dubingiai s přilehlými statky.

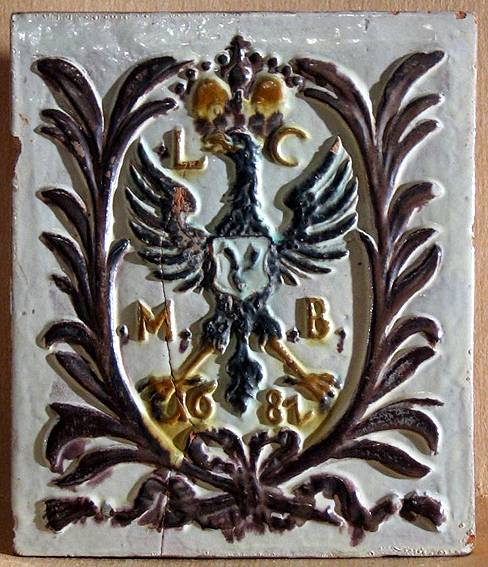
Kachlík s emblémem a iniciály Ludviky Karoliny, zámek Biržai.

Její otec, kníže Bogusław Radziwiłł, byl synem Janusze Radziwiłła a Alžběty Zofię Braniborské, a spolu se svým bratrancem (a budoucím tchánem) Januszem Radziwiłłem sehrál dramatickou a zrádnou roli při švédské invazi do Polska. Po švédském ústupu a polské obnově se Bogusław Radziwiłł rozhodl odejít za rodinou své matky do braniborského exilu. Jeho manželka Anna Marie Radziwiłłova, jediná dědička Janusze Radziwiłła, zemřela krátce po porodu Ludviky Karoliny. Bogusław ji následoval o necelé dva roky později a zanechal tak Ludviku Karolinu osiřelou a velmi bohatou. Opatrovnictví bylo svěřeno otcovu bratranci a hostiteli (a jejímu budoucímu tchánovi) Fridrichovi Vilémovi I. Braniborskému.
Ludvika Karolina strávila většinu života v Berlíně a Königsbergu, ale věnovala velkou pozornost svým pozemkům ve velkovévodství. Stejně jako její otec financovala tisk knih v litevštině a podporovala vzdělávání a kalvínské farnosti. Na univerzitách v Königsbergu, Berlíně a Frankfurtu nad Odrou zavedla stipendia pro litevské studenty teologie. Financovala vydání katechismu a učebnic v litevštině.
Král Jan III. Sobieski, který se chtěl zmocnit jejích statků, ji žaloval za údajné porušení předmanželské smlouvy s jeho synem Jakubem Ludvíkem. Případ byl pro něj ztracen, když se prokázalo, že smlouva byla zfalšována; datum jejího uzavření bylo pozdější než datum skutečného Ludvičina sňatku.
Ludvika Karolina se poprvé provdala jako třináctiletá, 7. ledna 1681 se na hradu Královec stal jejím manželem o rok starší markrabě Ludvík Braniborský (1666–1687), nejmladší syn kurfiřta Fridricha Viléma I. Braniborského a Luisy Henrietty Oranžské. Krátce před jeho smrtí v roce 1687 dala manželovi panství Seirijai a Tauragė. Navzdory protestům polského krále Jana přešly poté pozemky do majetku braniborských Hohenzollernů. Po jejím druhém sňatku do sulzbašské větve Wittelsbachů si tato panství nárokoval z jejího práva také falcký kurfiřt. Spor nebyl vyřešen až do roku 1741, kdy došlo k podepsání kompromisu mezi Sulzbachy a pruskými králi, kterým si Hohenzollernové ponechali dotyčné země, ale uznali práva Karla Teodora Falckého na falcký trůn, když vymřela starší linie Wittelsbachů.
Rok po předčasné smrti Ludvíka Braniborského se Ludvika Karolina provdala za o šest let staršího Karla III. Filipa Falckého. Oproti prvnímu manželství porodila druhému manželovi potomky. Ze čtyř dětí se však dospělosti dožila pouze jediná dcera Alžběta Augusta. Ludvika Karolina zemřela 25. března 1695 ve věku 28 let, tři dny po porodu čtvrtého dítěte.

## Manželství a potomci
7. ledna 1681 se Ludvika Karolina provdala za markraběte Ludvíka Braniborského. Ten zemřel náhle ráno 7. dubna 1687 uprostřed zvěstí o jedu. Manželství zůstalo bezdětné.
Znovu se provdala 10. srpna 1688 v Berlíně za Karla III. Filipa Falckého, švagra císaře Leopolda I. Spolu měli manželé čtyři děti, z nichž se pouze jedno dožilo dospělosti:
- Leopoldina Eleonora Josefína Falcko-Neuburská (27. prosince 1689 – 8. března 1693)
- Marie Anna Falcko-Neuburská (7. prosince 1690 – 1692)
- Alžběta Augusta Falcko-Neuburská (17. března 1693 – 30. ledna 1728)
- syn (22. března 1695)

## Vývod z předků
|                               |                             |  |                   |                                |  |  |  |  |  |  |  | Mikuláš Radziwiłł |
|                               |                             |  |                   |                                |  |  |  |  |  |  |  |                   |
|                               | Kryštof Radziwiłł           |  |                   |                                |  |  |  |  |  |  |  |                   |
|                               |                             |  |                   |                                |  |  |  |  |  |  |  |                   |
|                               |                             |  |                   | Kateřina Tomicka               |  |  |  |  |  |  |  |                   |
|                               |                             |  |                   |                                |  |  |  |  |  |  |  |                   |
|                               | Janusz Radziwiłł            |  |                   |                                |  |  |  |  |  |  |  |                   |
|                               |                             |  |                   |                                |  |  |  |  |  |  |  |                   |
|                               |                             |  |                   | Konstanty Wasyl Ostrogski      |  |  |  |  |  |  |  |                   |
|                               |                             |  |                   |                                |  |  |  |  |  |  |  |                   |
|                               | Kateřina Ostrogska          |  |                   |                                |  |  |  |  |  |  |  |                   |
|                               |                             |  |                   |                                |  |  |  |  |  |  |  |                   |
|                               |                             |  |                   | Zofia Tarnowska                |  |  |  |  |  |  |  |                   |
|                               |                             |  |                   |                                |  |  |  |  |  |  |  |                   |
|                               | Bogusław Radziwiłł          |  |                   |                                |  |  |  |  |  |  |  |                   |
|                               |                             |  |                   |                                |  |  |  |  |  |  |  |                   |
|                               |                             |  |                   | Jáchym II. Hektor Braniborský  |  |  |  |  |  |  |  |                   |
|                               |                             |  |                   |                                |  |  |  |  |  |  |  |                   |
|                               | Jan Jiří Braniborský        |  |                   |                                |  |  |  |  |  |  |  |                   |
|                               |                             |  |                   |                                |  |  |  |  |  |  |  |                   |
|                               |                             |  |                   | Magdalena Saská                |  |  |  |  |  |  |  |                   |
|                               |                             |  |                   |                                |  |  |  |  |  |  |  |                   |
|                               | Alžběta Žofie Braniborská   |  |                   |                                |  |  |  |  |  |  |  |                   |
|                               |                             |  |                   |                                |  |  |  |  |  |  |  |                   |
|                               |                             |  |                   | Jáchym Arnošt Anhaltský        |  |  |  |  |  |  |  |                   |
|                               |                             |  |                   |                                |  |  |  |  |  |  |  |                   |
|                               | Alžběta Anhaltsko-Zerbstská |  |                   |                                |  |  |  |  |  |  |  |                   |
|                               |                             |  |                   |                                |  |  |  |  |  |  |  |                   |
|                               |                             |  |                   | Anežka z Barby-Mühlingen       |  |  |  |  |  |  |  |                   |
|                               |                             |  |                   |                                |  |  |  |  |  |  |  |                   |
| Ludvika Karolina Radziwiłłova |                             |  |                   |                                |  |  |  |  |  |  |  |                   |
|                               |                             |  |                   |                                |  |  |  |  |  |  |  |                   |
|                               |                             |  | Kryštof Radziwiłł |                                |  |  |  |  |  |  |  |                   |
|                               |                             |  |                   |                                |  |  |  |  |  |  |  |                   |
|                               | Kryštof Radziwiłł           |  |                   |                                |  |  |  |  |  |  |  |                   |
|                               |                             |  |                   |                                |  |  |  |  |  |  |  |                   |
|                               |                             |  |                   | Kateřina Tęczyńską             |  |  |  |  |  |  |  |                   |
|                               |                             |  |                   |                                |  |  |  |  |  |  |  |                   |
|                               | Janusz Radziwiłł            |  |                   |                                |  |  |  |  |  |  |  |                   |
|                               |                             |  |                   |                                |  |  |  |  |  |  |  |                   |
|                               |                             |  |                   | Jan Kiszka                     |  |  |  |  |  |  |  |                   |
|                               |                             |  |                   |                                |  |  |  |  |  |  |  |                   |
|                               | Anna Ciechanowiec-Kiszka    |  |                   |                                |  |  |  |  |  |  |  |                   |
|                               |                             |  |                   |                                |  |  |  |  |  |  |  |                   |
|                               |                             |  |                   | Elzbieta Sapieha               |  |  |  |  |  |  |  |                   |
|                               |                             |  |                   |                                |  |  |  |  |  |  |  |                   |
|                               | Anna Marie Radziwiłłova     |  |                   |                                |  |  |  |  |  |  |  |                   |
|                               |                             |  |                   |                                |  |  |  |  |  |  |  |                   |
|                               |                             |  |                   | Mikołaj Potocki                |  |  |  |  |  |  |  |                   |
|                               |                             |  |                   |                                |  |  |  |  |  |  |  |                   |
|                               | Stefan Potocki              |  |                   |                                |  |  |  |  |  |  |  |                   |
|                               |                             |  |                   |                                |  |  |  |  |  |  |  |                   |
|                               |                             |  |                   | Anna Czerminska                |  |  |  |  |  |  |  |                   |
|                               |                             |  |                   |                                |  |  |  |  |  |  |  |                   |
|                               | Kateřina Potocka            |  |                   |                                |  |  |  |  |  |  |  |                   |
|                               |                             |  |                   |                                |  |  |  |  |  |  |  |                   |
|                               |                             |  |                   | Jeremi Mohyła                  |  |  |  |  |  |  |  |                   |
|                               |                             |  |                   |                                |  |  |  |  |  |  |  |                   |
|                               | Marie Amálie Mohyła         |  |                   |                                |  |  |  |  |  |  |  |                   |
|                               |                             |  |                   |                                |  |  |  |  |  |  |  |                   |
|                               |                             |  |                   | Elzbieta Csomortany de Losoncz |  |  |  |  |  |  |  |                   |
|                               |                             |  |                   |                                |  |  |  |  |  |  |  |                   |